# Mozartstraße 18 (München)

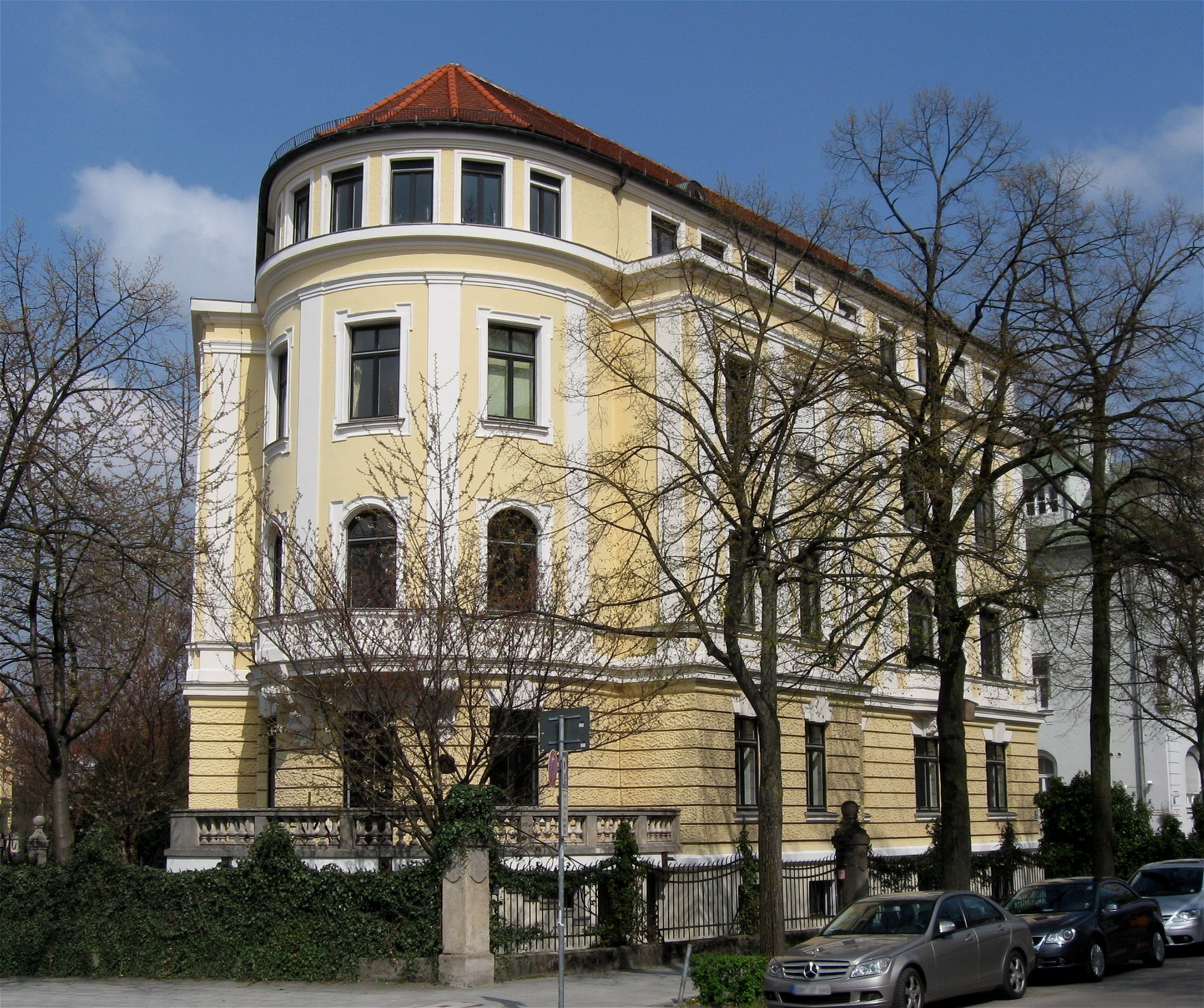
Haus Mozartstraße 18 in München-Ludwigsvorstadt

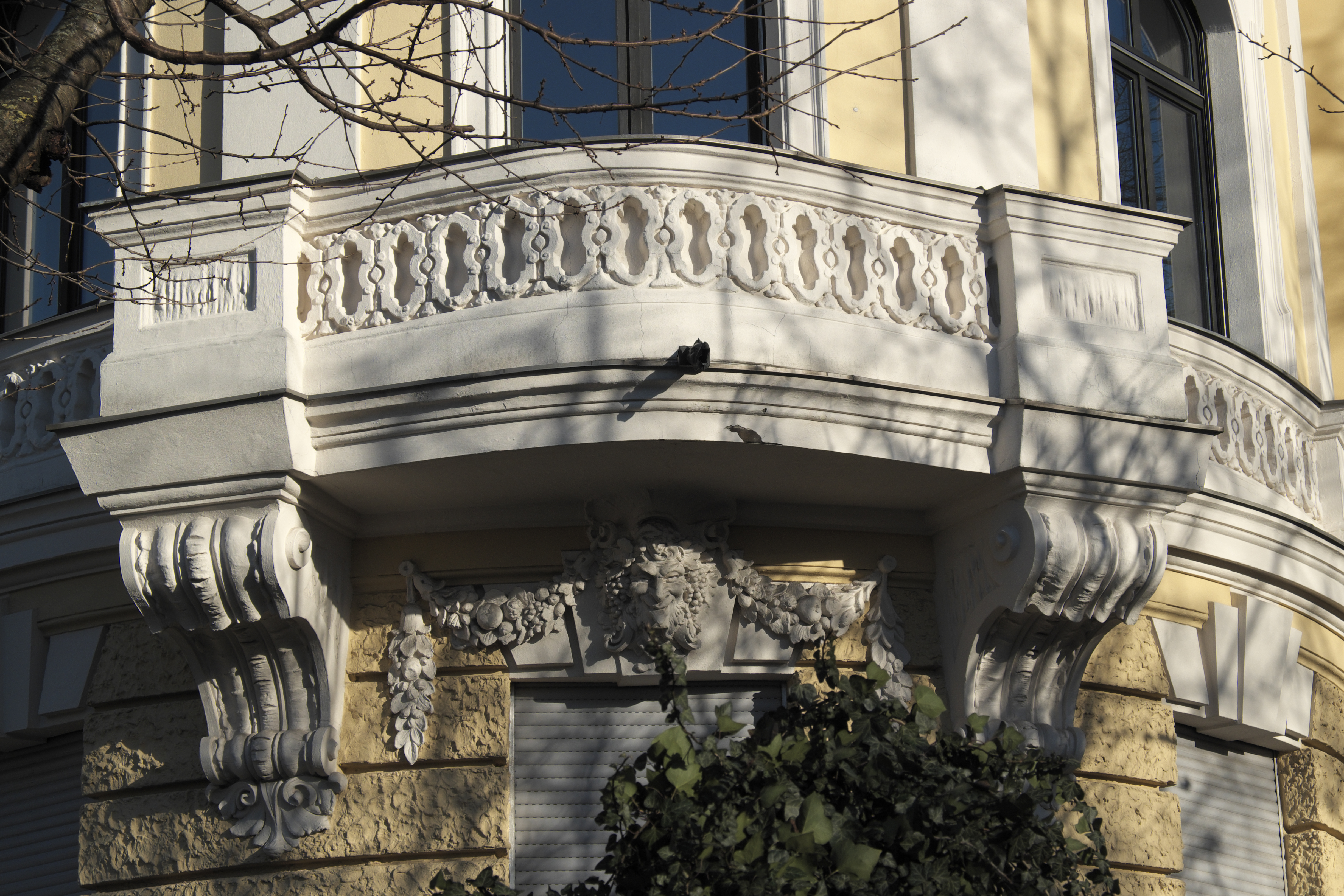
Balkon

Das Haus Mozartstraße 18 ist ein denkmalgeschütztes Mietshaus im Münchner Stadtteil Ludwigsvorstadt.
Das Wohnhaus wurde 1896 nach Plänen des Architekten Albert Theodor Lenz errichtet. Das im Stil des Neubarock erbaute Gebäude ist an der Ostseite mit einem Stuckreliefbildnis Mozarts in einer Rocaillekartusche geschmückt. Das Haus flankiert mit der Nr. 23 die Einmündung in den halbrunden Esperanto-Platz.